# 名古屋港車站 (JR貨物)
名古屋港站（日语：／ Nagoya-minato eki */?）是位於愛知縣名古屋市港區熱田前新田中川東町，曾為日本貨物鐵道（JR貨物）之貨運車站。並為東海道本線貨物支線（俗稱：名古屋港線）之終點站，2024年4月1日隨撒線而廢站。

## 鄰近之各車站
日本貨物鐵道
東海道貨物支線（名古屋港線）
名古屋站 - （山王號誌站） - （八幡號誌站） - 名古屋港站